# Ostníkovití
Ostníkovití (Mimetidae, anglicky "pirate spiders") je čeleď pavouků. Podobají se snovačkám. Charakterizují je prodloužené přední páry nohou, které jsou vyzbrojené řadou dlouhých, prohnutých ostnů. Zadeček mají vysoký, často vyšší než delší a jsou na něm párové hrbolky. Nestaví si sítě určené k lapání kořisti. Specializují se na lov jiných pavouků, především síťových. Je popsáno 158 druhů řazených do 13 rodů.

## Rody
- Arocha
- Arochoides
- Australomimetus
- Ermetus
- Ero
- Gelanor
- Gnolus
- Kratochvilia
- Melaenosia
- Mimetus
- Oarces
- Phobetinus
- Reo